# Handroš
Handroš ist ein männlicher Vorname. Es ist eine veraltete niedersorbische Form des Namens Andreas.
Namensträger
- Handroš Tara (um 1570 – um 1638), niedersorbischer evangelischer Pfarrer und Autor

Siehe auch
- Handrij (obersorbisch)